# The Back-Up Plan
The Back-Up Plan je osmnáctá epizoda páté série televizního seriálu Glee a v celkovém pořadí sto šestá epizoda tohoto seriálu. Scénář napsal Roberto Aguirre-Sacasa, režíroval ho Ian Brennan a poprvé se vysílala na televizním kanálu Fox dne 29. dubna 2014. V epizodě se poprvé objeví Shirley MacLaine jako June Dolloway.

## Obsah epizody
Nově proslavená broadwayská hvězda Rachel Berry (Lea Michele) se uchází o roli v televizním pilotu, protože už je deprimovaná z neustálého hraní hlavní role Fanny Brice v muzikálu Funny Girl. Blaine Anderson (Darren Criss) okouzlí bohatou prominentkou June Dollaway (Shirley MacLaine) a Mercedes Jones (Amber Riley) se snaží přidat Santanu Lopez (Naya Rivera) do své nahrávací smlouvy.

## Seznam písní
- „Wake Me Up“
- „Doo Wop (That Thing)“
- „Story of My Life“
- „Piece of My Heart“
- „The Rose“

## Hrají
| Jacob Artist     | Jake Puckerman      |
| Melissa Benoist  | Marley Rose         |
| Chris Colfer     | Kurt Hummel         |
| Darren Criss     | Blaine Anderson     |
| Blake Jenner     | Ryder Lynn          |
| Jane Lynch       | Sue Sylvester       |
| Kevin McHale     | Artie Abrams        |
| Lea Michele      | Rachel Berry        |
| Matthew Morrison | William Schuester   |
| Alex Newell      | Wade "Unique" Adams |
| Chord Overstreet | Sam Evans           |
| Naya Rivera      | Santana Lopez       |
| Becca Tobin      | Kitty Wilde         |
| Jenna Ushkowitz  | Tina Cohen-Chang    |